# Riethmüller Ármin
Riethmüller Ármin (Kirchheim unter Teck in Schwaben, 1834. október 22. – Veszprém, 1911. május 16.) bányaigazgató.

## Élete

### Család
Riethmüller Hermann (magyar nevén: Ármin) a Baden-Württemberg tartományban fekvő "Kirchheim unter Teck in Schwaben" városában született 1834. október 22-én evangélikus családból. Keresztvíz alatt a Hermann nevet kapta. Édesapja Johann Adam Jakob Riethmüller (1796. november 13. - 1844. február 10.), akinek foglalkozásánál a "Leder und Schumacher" megnevezés található.
Édesanyja Maria Koser (1801. június 19. - 1876. január 6.).
A családfáját Michael Riethmüllerig sikerült visszavezetni, aki 1650-ben született. Az anyakönyvben itt is az evangélikus vallás megjelölést és a "Schuster": foglalkozást olvashatjuk.
A család tagjai valamennyien a bőrös szakmát folytatták. A Riethmüllerek a bőrös céhben végig vezető szerepet töltöttek be. Hermann is eredetileg ezt a szakmát tanulhatta ki.
Népes család vette körül a kis Hermannt, hiszen tizenketten voltak testvérek.
Az apa halála után a család valószínűleg nagy nehézségek között  élt. Részben ennek köszönhető, hogy két fiú Amerikába, Hermann pedig Magyarországra ment szerencsét próbálni.
A "Historia Domus" szerint ez 1857-ben, 23 éves korában történt.

## Munkássága
Az ajkai szénbányák életében Riethmüller Ármin megkerülhetetlen, megalapozó és a későbbiekre mélyen kiható tevékenységet fejtett ki. A bánya munkájában közel 38 évig vett részt, mintegy negyed századon át a legmagasabb, igazgatói poszton. Ez idő alatt alapozta meg az ajkai erőmű és a bauxit feldolgozó vertikum kiteljesedésének lehetőségét, az iparmedence későbbi létrejöttét.
Magyarországon 1857-ben indult be ismét a Nógrád vármegyében lévő Halápon a cukorfőzés, amelynek célbányája egy 30-40 embert foglalkoztató szénbánya volt Becske község közelében. Itt kapott munkát Riethmüller Hermann. Pilisszentivánon 1861 augusztus 28-án feleségül vette a katolikus vallású Leopold Franciskát. A férj reverzálist adott a gyerekek későbbi felekezeti hovatartozása tisztázásául. (Historia Domus ). Ennek köszönhető, hogy a magyarországi Riethmüller család leszármazottai a későbbiekben már mind katolikus vallásúak lettek.
Becskén két fiúgyermek és egy lánygyermek született, Károly 1862-ben, Ármin 1864-ben, és Karolina 1876-ban. Középiskolai tanulmányaikat a két fiútestvér egy időben kezdte meg a selmecbányai evangélikus líceum-ban, ahol 1883-ban érettségiztek. Ugyanekkor iratkoztak be a Selmeci Akadémiára: Károly a bányász, Ármin az erdész szakra.
1873-ban a halápi cukorfőző csődöt jelentett, így a becskei szénbánya is beszüntette a termelést. Ekkor került id.Riethmüller Ármin Ajkára.
A két testvér 1885-ben fejezte be akadémiai tanulmányait és a két év kötelező gyakorlat után kapták kézhez diplomájukat.
Károly a gyakorlatot, és az ezt követő éveket végig apja mellett töltötte Ajkacsingerben, mint praktikáns, majd ezután is bányamérnökként dolgozott különböző beosztásokban. 1912-ben apja halála után hagyta csak el a csingervölgyi bányákat. Az utolsó adat 1923-ból származik, amikor Budapesten a Szűz utca 5. szám alatt lakott. Bizonyosra vehető, hogy az ismert két testvér mellett Ajkacsingerben is születhetett még gyermek a családban.
Ármin az erdőmérnök fiú Érmihályfalván Bihar vármegyében teljesített szolgálatot 1891-ben.
Fia, Riethmüller Dénes már a történelmi Zala vármegyei Felsőmihályfán született 1895-ben. Anyai nagybátyja Göncz Lajos, Göncz Árpád volt köztársasági elnök édesapja.

## Halála
A korabeli Bányászati és Kohászati Lapok, valamint a veszprémi újságok a következő hírt adták tudtul az olvasónak: Riethmüller Ármin nyugalmazott kőszénbánya igazgató a koronás arany érdemkereszt tulajdonosa az Országos Magyar Bányászati és Kohászati Egyesületnek 1892-óta tagja, boldog házasságának 50-ik, életének 77-ik esztendejében, 1911. május 16-án éjfél után 3 órakor hosszas szenvedés után elhunyt. Halálának helyszíne Veszprém, Fenyves u.5.
Riethmüller Ármin temetése 1911. május 17-én 4 órakor volt Veszprémben. A helyi sajtó szerint "az elhunytat széles körű, előkelő rokonság gyászolta és nagyszámú gyászoló közönség részvétele mellett temették el." A temetésen munkásai, az egyenruhás ajkai bányászok testületileg vettek részt.
Sírját Raffai Csilla és Lovassy Klára helytörténészek segítségével  2018-ban sikerült azonosítani. Új síremlékét 2019 május 16-án avatták fel több hagyományőrző bányász egyesület tagjainak jelenlétében a veszprémi alsóvárosi temetőben.
Riethmüller Ármin emlékét Ajkán a róla még életében elnevezett "Ármin akna" falán emléktábla őrzi.